# Галочкин, Николай Петрович
Николай Петрович Галочкин (19 января (1 февраля) 1909, город Алатырь — 15 марта 2005, Москва) — советский энергетик, заслуженный строитель РСФСР, лауреат премии Совета Министров СССР.

## Биография
Родился в семье русских служащих.
В 1927 году уехал в Москву и в 1931 году окончил Московский энергетический институт. Трудовую деятельность начал на Черемховской тепловой станции в качестве инженера-электрика.
В 1937—1943 годах работал в аппарате Наркомата электростанций, был инженером технического отдела и старшим референтом Наркома.
В 1943—1944 годах направлен на Урал заместителем главного инженера Челябинской ТЭЦ.
В 1944—1949 годах откомандирован в распоряжение Наркомвнешторга для приемки энергосилового оборудования в Великобритании, необходимого для послевоенного восстановления и дальнейшего строительства энергетической системы СССР.
В 1949—1964 годах — главный инженер и начальник управления внешних сношений Министерства энергетики и электрификации СССР. В этот период, помимо работы на энергетических объектах, возводившихся при участии СССР в Польше, Индии, Афганистане, Египте, Иране и других странах мира, по личной просьбе в 1953—1954 годах был назначен главным инженером строительства Калужской ТЭЦ в Москве.
В 1964—1976 годах возглавил Управление строительства крупнейшей на тот момент в Европе тепловой электростанции Конаковской ГРЭС. Основная часть объектов жилого фонда и социального обеспечения, промышленных объектов города Конаково построена при непосредственном участии Управления строительства Конаковской ГРЭС в годы возведения и запуска электростанции. Гигант советской энергетики Конаковская ГРЭС до сих пор исправно снабжает электричеством предприятия и домохозяйства Центра России.
Член Президиума Центрального Совета старейших энергетиков, персональный пенсионер союзного значения.
Похоронен на кладбище «Ракитки» Новой Москвы.

## Награды
Трижды кавалер ордена Трудового Красного Знамени, кавалер ордена Знак Почёта, заслуженный строитель РСФСР, Лауреат премии Совета Министров СССР, награждён зарубежными правительственными орденами, в том числе орденом Возрождения Польши, многочисленными отраслевыми наградами и знаками отличия СССР.